# طوفيا (فلم)

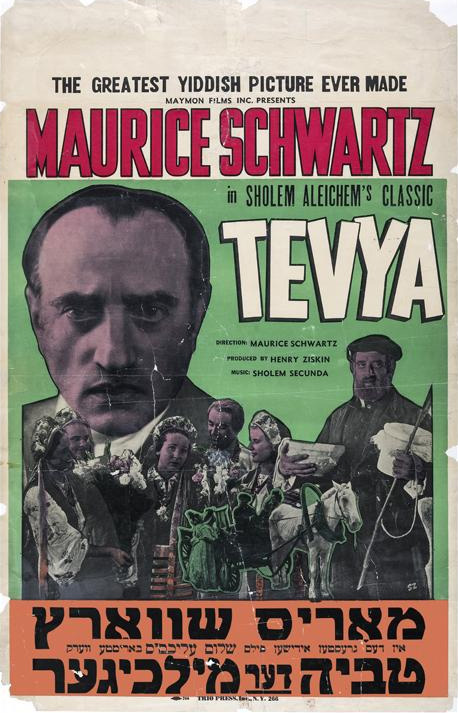

(بالإنجليزية: Tevya) هو فيلم ييديشي امريكي، انتج سنة 1939، اعتمد على قصص من مؤلفات شالوم عليخم يعتبر هذا الفيلم هو الفيلم الغير اجنبي الأول الذي اختير للحفظ في سجل الافلام الوطنية.

## الممثلين
- Maurice Schwartz  بدور، طوفيا
- Miriam Rieselle بدور، خافا
- Rebecca Weintraub  بدور، جولد
- Paula Lubelski بدور، تسايتل
- Leon Liebgold بدور، فيديا
- Vicki Marcus بدور، شلومي
- Betty Marcus بدور، بيرلي
- Julius Adler بدور، اليكسي

## الإنتاج
كتب النص مارسي كلوبر (بالانجليزية: Marcy Klauber) وشوارتس (بالانجليزية: Shwartz) بالاستناد على مسرحية شالوم عليخم من كتابه الخاص. شوارتس قام أيضا بانتاج هذا الفيلم. يستند هذا الفيلم على عملين قام بانتاجهما شوارتس في العقدين الاخيرين قبل إنتاج هذا الفيلم وهما: الفيلم الصامت ويدعى «خافا- Khavah» (أو الحواجز المكسورة - Broken Barriers) الذي انتج سنة 1919، والعمل الثاني هو: مرحلة الإنتاج من Tevye سنة 1919.
تم تصوير الفيلم في استوديو بيوجراف في نيو يورك، مزرعة اريحا نيويورك (Jericho)، ولونج ايلاند في الولايات المتحدة. في منتصف الفترة التي تم بها تصوير الفيلم، 23.8.1939 استولى هتلر على دانزيج، وكان أيضا الغزو النازي لبولندا وشيكا، هذه الاحداث وبالإضافة إلى  غيرها من الاحداث اثرت على الممثلين حيث ان الكثير منهم كان لهم عائلات في بولندا، وبالرغم من كل الاحداث الا انه تم اكمال تصوير الفيلم.
تدور القصة حول الحبكات في قصص شالوم عليخم: خافا- Chava و (Lekh-Lekho(Get Thee Out , ولكنها تختلف قليلا عن قصص شالوم عليخم ان لها نهاية واضحة. في هذا الفيلم يطرد اليهود من ال shtetl , وكما ان هذا الفيلم يذكر قصة خافا التي اعتنقت المسيحية سابقا لكي تتزوج، حيث انها في النهاية تركت زوجها وعادت لعائلتها وللديانة اليهودية. من الواضح ان وجود اللا سامية في تلك الفترة اثرت على شوارتس في كتابة نهاية القصة.

## ما قبل الإنتاج
قبل ان يضيع الفيلم بفترة قصيرة اكتشفت في سنة 1978 صورة فوتوغرافية. القصة في الفيلم تعتمد على اساس الفيلم «عازف الكمان على السقف» عام 1964، وفيلم اخر يحمل نفس الاسم عام 1917، ولكن في نهاية هذا الفيلم تم تغيير مصير خافا بحسب العادات في تلك الفترة.
يعتبر هذا الفيلم هو الفيلم الأول الغير اجنبي الذي اختير للحفظ في سجل الافلام الوطنية في سنة 1991، وهو يعتبر فيلم «حضاري تاريخي» وهو جميل من الناحية الفنية، وكل ذلك أطلق من مكتبة الكونغرس الاميريكية.

## وصلات خارجية
- مقالات تستعمل روابط فنية بلا صلة مع ويكي بيانات